# The Muppet Movie
The Muppet Movie is de eerste van een reeks live-action musicalfilms met de Muppets. Het is een film-in-een-film: we zien Kermit de Kikker en de rest van de Muppets samenkomen in een bioscoopzaal voor de eerste vertoning van The Muppet Movie. Kermit zegt tegen zijn neefje Robin dat de film losjes is gebaseerd op de gebeurtenissen die de Muppets voor de eerste maal bij elkaar brachten.

## Verhaal
Aan het begin van de film zit Kermit ontspannen in zijn moeras op een banjo te spelen en zingt hij een lied. Een agent in een boot merkt hoe talentvol hij is en spoort hem aan om naar Hollywood te gaan en een carrière na te jagen. Geïnspireerd door het idee om miljoenen mensen blij te maken vertrekt Kermit per fiets, vrijwel meteen op de hielen gezeten door Doc Hopper (Charles Durning), de eigenaar van een franchise in kikkerbillenrestaurants die in Kermit zijn potentiële nieuwe mascotte ziet.
Kermit stopt bij een café genaamd El Sleezo waar hij Fozzie Beer ontmoet die op het podium staat in een mislukte poging de klanten te vermaken met zijn grappen. Kermit stelt voor dat hij hem vergezelt op zijn zoektocht naar roem en tezamen vervolgen ze de reis per auto. Onderweg maken ze verscheidene nieuwe vrienden, waaronder Dr. Teeth en zijn rockband, Gonzo de reizende loodgieter en zijn vriendin Camilla de kip en Miss Piggy, die meteen de gelegenheid aangrijpt om met de groep mee te gaan naar Hollywood.
Nadat het Kermit meermaals gelukt is om Doc Hopper van zich af te schudden, ontvoert Hopper Miss Piggy in de hoop Kermit in de val te kunnen lokken. Dit lukt en wanneer een door Hopper ingehuurde gekke professor op het punt staat om Kermits hersenen dusdanig te bewerken dat hij alles doet wat Hopper van hem vraagt, slaagt Miss Piggy er op het nippertje in om zich los te wringen en Kermit te redden.  
Aangezien Kermit niet zijn leven lang wil vluchten voor een bullebak als Hopper, neemt hij het besluit om de confrontatie met zijn achtervolger aan te gaan. Hij houdt een bezield pleidooi in de hoop dat hij en zijn vrienden hun weg ongestoord kunnen vervolgen en hun dromen kunnen uitkomen. De dialoog is echter tegen dovemansoren gericht, maar de Muppets worden gered door Animal, die zich te buiten is gegaan Dr. Bunsens groeipillen en Hopper en zijn trawanten zoveel angst aanjaagt dat ze ervandoor gaan.

## Hoofdrollen

### Muppet-poppenspelers
| Acteur           | Personage                                                        |
| ---------------- | ---------------------------------------------------------------- |
| Jim Henson       | Kermit de Kikker, Rowlf, Dr. Teeth, Waldorf, Swedish Chef        |
| Frank Oz         | Miss Piggy, Fozzie, Animal, Sam the Eagle                        |
| Jerry Nelson     | Floyd Pepper, Crazy Harry, Robin de Kikker, Lew Zealand, Camilla |
| Richard Hunt     | Scooter, Statler, Janice, Sweetums, Beaker                       |
| Dave Goelz       | Gonzo, Zoot, Dr. Bunsen Honeydew                                 |
| Steve Whitmire   |                                                                  |
| Kathryn Mullen   |                                                                  |
| Bob Payne        |                                                                  |
| Eren Özker       |                                                                  |
| Caroly Wilcox    |                                                                  |
| Olga Felgemacher |                                                                  |
| Bruce Schwartz   |                                                                  |
| Michael Davis    |                                                                  |
| Buz Suraci       |                                                                  |
| Tony Basilicato  |                                                                  |
| Adam Hunt        |                                                                  |

### Menselijke acteurs
| Acteur           | Personage  |
| ---------------- | ---------- |
| Charles Durning  | Doc Hopper |
| Austin Pendleton | Max        |

## Cameo's
- Edgar Bergen als zichzelf en buikspreekpop Charlie McCarthy
- Milton Berle als Mad Man Mooney
- Mel Brooks als professor Krassman
- James Coburn als eigenaar van El Sleezo
- Dom DeLuise als Bernie de agent
- Elliott Gould als presentator van schoonheidswedstrijd
- Bob Hope als ijsverkoper
- Madeline Kahn als vriendin van zware jongen in El Sleezo
- Carol Kane als "myth"
- Cloris Leachman als Lew Lords secretaresse
- Steve Martin als brutale ober
- Richard Pryor als ballonnenverkoper
- Telly Savalas als zware jongen in El Sleezo
- Orson Welles als Lew Lord
- Paul Williams als pianist in El Sleezo
- Caroll Spinney als Big Bird

## Trivia
De film werd opgedragen aan Edgar Bergen.
Aan het eind van de film komen ook Muppets voor uit Sesame Street en Freggle Rock.